# Исмет Вољевица
Исмет Ицо Вољевица (Мостар, 1922—2008, Загреб) био је један од наистакнутијих и најнаграђиванијих хрватских карикатуриста. Највећи део свог живота објављивао је карикатуре у Вечерењем листу, књигама и другим издањима. „Грга протокол” био је један од Вољевицевих неуништивих ликова са карикатура, јер је бип увек актуелан. Карикатура Грге протокола објављена је у 12.830 ситуација непрекидно сваки дан у Вечерњем листу од 1. јануара 1962. до 30. новембра 2000. године.

## Живот и каријера
Рођен је 18. јула 1922. године у Мостару. По завршеној гимназију у Сарајеву студирао је на Архитектонском факултету у Загребу. На студије је отишао 1947. по наредби тадашње комунистичке власти, да би сви који имају гимназију попунили празна места на факултетима у послератном периоду. Тако се Вољевица из Сарајева нашао на архитектури у Загребу.
Још као студент почео је да сарађује у хумористичком недељнику Керемпух, у којем је три године, до 1954., објављивао карикатуру „Грга протокол”.
Потом је Гргу објављивао у Глобусу и Народном листу, а онда је прешао у тадашњи НИШП Вјесник, где је најпре у Вјеснику, а онда од 1. јуна 1962. до новембра 2000. године у Вечерњем листу, објавио 12.830 карикатуру Грге протокола. Тако да је са онима ранијим популарним стрип-карикатурам била објављена, укупно у 15.230 разних верзија. Старији читаоци Вечерњег листа сигурно се сећају те стрип-карикатуре која је била свакодневни коментар актуелних збивања из угла обичног човека, која је свакодневно излазила на последњој страници овог листа.
Ицо Вољевица је за своје време у коме је интензивно стварао карикатуре био један од најјачих колумниста Вечерњег листа. Посебно је био цењен и омиљен међу читаоцима. Вечерњи листи и Грга захваљујући њему постали су синоними, и Вечерњем листу, који се читао од последње странице донели велики тираж.
Преминуо је у Загребу у 87. години живота, након дуге и тешке болести.

## Награде и признања
Био је добитник многих награда и признања, међу осталима:
- 1974. — Гран при на светском фестивалу карикатуре у Монтреалу,
- 1980. — Награда Отокар Кершовани за животно дело,
- 1978. — Награде града Загреба,
- 1982. — Гран при за карикатуру у Мостару
- 1986. — Гран при за карикатуру у Загребу,
- 1993. — Гран при за карикатуру у Анкари,
- 1977. — Орден заслуга за народ са сребрном звездом
- 2004. — Признање Младен Башић Биби за допринос и развој карикатуралног стваралаштва од Хрватског друштва карикатуриста, у којем је био члан од оснивања Друштва 1985. године.
- 1984. — Златна плакета Вјесника.
- 1950, 1965, 1967. — Награда Хрватског новинарског друштва